# Бурштейн, Пинхас
Пинхас Бурштейн (1927—1977), известный под псевдонимом Марьян С. Марьян — американо-израильский художник-постэкспрессионист польского происхождения

## Биография
Пинхас Бурштейн родился в еврейской семье в городе Новы-Сонч в 1927 году. Во время Второй мировой войны вся семья Бурштейнов оказалась в концентрационном лагере Освенцим. Пинхас был единственным членом семьи, которому удалось выжить. В 1945—1947 годах находился в лагере для перемещённых лиц.
В 1947 году репатриировался в Палестину. Учился в академии «Бецалель» в Иерусалиме. В 1950 году переехал в Париж, где продолжил художественное образование в Школе изящных искусств.
После отказа в получении французского гражданства переехал в Соединённые Штаты Америки, и с 1972 года жил в Нью-Йорке. В Америке сменил имя на Марьян С. Марьян, взяв псевдоним в честь друга, художника-сюрреалиста Марьяна Меринеля, покончившего с собой в 1955 году в Иерусалиме. Жил в работал в отеле «Челси» в Нью-Йорке.
Скончался в 1977 году от сердечного приступа. Похоронен на кладбище Монпарнас в Париже.

## Творчество
В Париже Бурштейн пришёл в постэкспрессионисткой эстетике. Там же появился его приём «персонаж» (от французского Personnage). «Персонажи» Бурштейна — гибридные существа, зачастую наполовину люди, наполовину машины.
В 1975 году снял фильм Esse Homo, где от первого лица рассказал о собственном опыте в концентрационном лагере.
Большая часть работ Марьяна хранится в институте еврейских исследований «Спертус» в Чикаго.
В 2022 году в Тель-Авивском музее изобразительных искусств открылась персональная выставка Бурштейна под названием My Name is Maryan.